# Erzja
Erzja ili Erzjani (erzjanski: эрзят, ruski: Эрзя́не, э́рзя) etnička su skupina Mordvina (Mordavci, Mordva).

## Mjesto rasprostranjenja
Erzjani uglavnom žive u istočnoj Mordoviji i na područjima uz porječja rijeka Mokša, Sura, Volge i Belaje. Ostali Erzjani su rasprostranjeni po Samarskoj oblasti, Penzenskoj oblasti, Orenburškoj oblasti, Tatarstanu, Čuvašiji, Baškiriji; u Sibiru, na Dalekome istoku, u Armeniji i SAD-u.
Značajan dio populacije Erzja živi na drevnome etničkome teritoriju:
- istočna skupina Erzjana (svi rajoni istočnoga dijela Mordovije, Aljatirski, Porecki i Ibresinski rajon[7] Čuvašije);
- sjeverna skupina Erzian (Gaginski, Lukojanovski, Sergački, Šatkovski, Piljninski rajoni Nižnjenovgorodske oblasti, Boljšeignatovski rajon Mordovske);
- skupina Ezjana sjeveroistočnih rajona Penzenske oblasti (Gorodiščenski, Nikolski, Penza, Sosnovoborski rajoni).

## Jezik
Erzjani uglavnom govore erzjanskim jezikom koji pripada mordvinskoj podskupini finsko-povolške grane ugro-finske grane uralskih jezika. Manji dio Erzjana govori ruskim jezikom.

## Vanjske poveznice
- Эрзя, Velika sovjetska enciklopedija
- Э́РЗЯ  Arhivirana inačica izvorne stranice od 8. svibnja 2020. (Wayback Machine), Velika ruska enciklopedija